# روسیو مونیوس مورالس
روسیو مونیوس مورالس (اسپانیایی: Rocío Muñoz Morales‎؛ ‏ زادۀ ۱۰ ژوئن ۱۹۸۸) بازیگر، مجری و مدل اسپانیایی است که بیشتر دوران حرفه‌ای خود را در ایتالیا گذرانده‌است.  او در سال ۱۹۸۸ در مادرید به دنیا آمد و به مدت شش سال تحصیلات رقص را آغاز کرد. در دوازده سالگی به بالاترین رده در این تخصص رسید و خود را در میان نخبگان اسپانیایی در این رشته رقص قرار داد و آن را با تحصیلات مدرسه خود ترکیب کرد. اولین حضور او در تلویزیون به عنوان معلم و رقصنده در برنامه ¡Mira que baila بود! که توسط TVE و بعداً توسط Telecinco با نام ¡Más que baile پخش شد!